# Gipsy
Gipsy är det sjätte studioalbumet från den belgiska sångerskan Belle Perez. Albumet gavs ut 20 juni 2008 och består av 14 låtar. De två sista låtarna är liveversioner. På Itunes-versionen som släpptes för digital nedladdning finns ytterligare en låt som också den är en liveversion. 
Albumet debuterade på plats 11 på den belgiska albumlistan den 28 juni 2008 och nådde plats 9 den andra veckan, den 5 juli. Det låg två veckor i rad på nionde plats och toalt 16 veckor på topp-100-listan. Albumet debuterade på femte plats på den nederländska albumlistan den 28 juni 2008 och låg totalt 16 veckor på topp-100-listan.

## Låtlista
1. España mia – 4:06
2. Devorame – 4:07
3. Venga, me gusta – 3:37
4. Intro – 0:46
5. Dime que tú quieres – 3:28
6. Dame una razón – 3:28
7. Tú – 3:50
8. Amame – 3:46
9. Porque yo canto – 3:24
10. Timbale – 3:14
11. Djolei djolei – 3:24
12. Rebelde amor (Gipsy Line Dance) – 3:05
13. Tres gotas de agua bendita (Live) – 5:11
14. Gipsy Kings Medley (Live) – 8:37
15. Dime que tú quieres (Live) – 4:41 (Itunes endast)

## Listplaceringar
| Lista (2008-2009) | Topplacering |
| ----------------- | ------------ |
| Belgien           | 9            |
| Nederländerna     | 5            |